# Saint Kitts och Nevis administrativa indelning
Saint Kitts och Nevis administration är indelat i fjorton parishes. Saint Kitts är indelat i nio och Nevis i fem. 

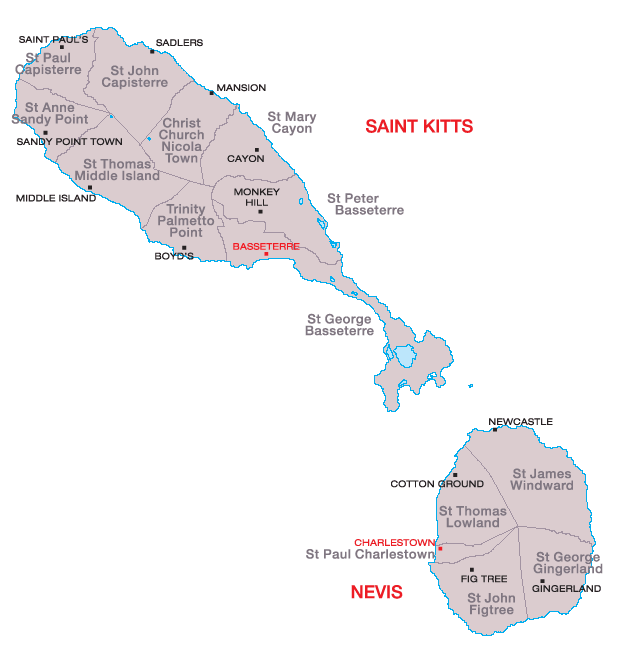
Parishes of Saint Kitts and Nevis.

| Nr | Parish                     | Huvudstad        | Yta (km²) | Inv. (2001) |
| -- | -------------------------- | ---------------- | --------- | ----------- |
| 1  | Christ Church Nichola Town | Nichola Town     | 19        | 2059        |
| 2  | Saint Anne Sandy Point     | Sandy Point Town | 13        | 3140        |
| 3  | Saint George Basseterre    | Basseterre       | 29        | 13.220      |
| 4  | Saint George Gingerland    | Market Shop      | 19        | 2568        |
| 5  | Saint James Windward       | Newcastle        | 31        | 1836        |
| 6  | Saint John Capisterre      | Dieppe Bay Town  | 25        | 3181        |
| 7  | Saint John Figtree         | Fig Tree         | 21        | 2922        |
| 8  | Saint Mary Cayon           | Cayon            | 15        | 3374        |
| 9  | Saint Paul Capisterre      | Saint Paul's     | 14        | 2460        |
| 10 | Saint Paul Charlestown     | Charlestown      | 4         | 1820        |
| 11 | Saint Peter Basseterre     | Monkey Hill      | 21        | 3472        |
| 12 | Saint Thomas Lowland       | Cotton Ground    | 18        | 2035        |
| 13 | Saint Thomas Middle Island | Middle Island    | 24        | 2332        |
| 14 | Trinity Palmetto Point     | Palmetto Point   | 15        | 1692        |